# Bronchiolus
Een bronchiolus of bronchiolum is de kleinste vertakking van de luchtpijptakken. De trachea splitst in de bronchi die verder vertakken tot bronchioli.
Deze eindvertakkingen worden bronchioli terminales genoemd. Hieruit ontstaan bronchioli respiratorii die de overgang aanduiden tussen het gasgeleidende en gasuitwisselende deel van de longen. De wand wordt bekleed door kubisch epitheel en bevat nog gladde spieren. Hier en daar zijn er dunwandige uitzakkingen alveoli pulmonales.
De bronchioli respiratorii worden door arteriolen (aftakkingen van de arteria pulmonaria) geflankeerd en delen zich enkele keren. Ze gaan ononderbroken over in de ductus alveolares, waarvan de wanden uit alveolen bestaan. Deze gaan na opdeling in sacculi alveolares over. Rond de alveolen liggen de gasuitwisselende capillairen.
Strotklepje (epiglottis) · Strottenhoofd (larynx) · Luchtpijp (trachea) · Luchtpijpvertakkingen (bronchi) · Bronchioli · Longblaasjes (alveolen) · Longen

Ademhaling · Stembanden